# Кубок мира по волейболу среди мужчин 1985
5-й розыгрыш Кубка мира по волейболу среди мужчин прошёл с 22 ноября по 1 декабря 1985 года в четырёх городах Японии с участием 8 национальных сборных команд. Обладателем Кубка впервые в своей истории стала сборная США.

## Команды-участницы
Япония — страна-организатор;
США — олимпийский чемпион 1984 года;
СССР — чемпион мира 1982;
Чехословакия — по итогам чемпионата Европы 1985 (2-й призёр);
Южная Корея — по итогам азиатской квалификации;
Бразилия — чемпион Южной Америки 1985;
Египет — чемпион Африки 1983;
Аргентина — по приглашению ФИВБ (вместо отказавшейся от участия сборной Кубы).

## Система проведения
8 команд-участниц розыгрыша Кубка мира провели однокруговой турнир, по результатам которого определены итоговые места.

## Результаты
| М | Команда      | 1   | 2   | 3   | 4   | 5   | 6   | 7   | 8   | И | В | П | С/П   | О  |
| - | ------------ | --- | --- | --- | --- | --- | --- | --- | --- | - | - | - | ----- | -- |
| 1 | США          |     | 3:2 | 3:0 | 3:0 | 3:2 | 3:0 | 3:0 | 3:0 | 7 | 7 | 0 | 21:4  | 14 |
| 2 | СССР         | 2:3 |     | 1:3 | 3:2 | 3:0 | 3:0 | 3:0 | 3:0 | 7 | 5 | 2 | 18:8  | 12 |
| 3 | Чехословакия | 0:3 | 3:1 |     | 3:2 | 1:3 | 3:0 | 3:1 | 3:1 | 7 | 5 | 2 | 16:11 | 12 |
| 4 | Бразилия     | 0:3 | 2:3 | 2:3 |     | 3:1 | 3:1 | 3:0 | 3:0 | 7 | 4 | 3 | 16:11 | 11 |
| 5 | Аргентина    | 2:3 | 0:3 | 3:1 | 1:3 |     | 0:3 | 3:1 | 3:0 | 7 | 3 | 4 | 12:14 | 10 |
| 6 | Япония       | 0:3 | 0:3 | 0:3 | 1:3 | 3:0 |     | 2:3 | 3:0 | 7 | 2 | 5 | 9:15  | 9  |
| 7 | Южная Корея  | 0:3 | 0:3 | 1:3 | 0:3 | 1:3 | 3:2 |     | 3:0 | 7 | 2 | 5 | 8:17  | 9  |
| 8 | Египет       | 0:3 | 0:3 | 1:3 | 0:3 | 0:3 | 0:3 | 0:3 |     | 7 | 0 | 7 | 1:21  | 7  |

Осака
22 ноября: Чехословакия — Египет 3:1 (12:15, 15:11, 15:8, 15:3); СССР — Южная Корея 3:0 (15:4, 15:7, 15:3); США — Бразилия 3:0 (15:6, 15:11, 15:13); Япония — Аргентина 3:0 (15:5, 15:13, 15:6).
23 ноября: США — СССР 3:2 (11:15, 19:17, 15:9, 9:15, 15:12); Аргентина — Египет 3:0 (15:4, 15:7, 15:6); Бразилия — Южная Корея 3:0 (15:8, 15:5, 15:8); Чехословакия — Япония 3:0 (15:10, 15:9, 15:6).
24 ноября: Аргентина — Чехословакия 3:1 (15:9, 15:12, 12:15, 15:7); США — Южная Корея 3:0 (15:13, 15:3, 15:1); СССР — Бразилия 3:2 (15:7, 15:13, 4:15, 5:15, 15:9); Япония — Египет 3:0 (15:5, 15:3, 15:6).
Нагоя
26 ноября: СССР — Египет 3:0 (15:6, 15:4, 15:6); США — Аргентина 3:2 (15:7, 13:15, 15:17, 17:15, 15:13).
27 ноября: СССР — Аргентина 3:0 (15:3, 15:7, 15:11); США — Египет 3:0 (15:11, 15:8, 15:0).
Хиросима
26 ноября: Чехословакия — Южная Корея 3:1 (15:8, 12:15, 15:9, 17:15); Бразилия — Япония 3:1 (2:15, 15:7, 15:8, 17:15).
27 ноября: Чехословакия — Бразилия 3:2 (17:15, 15:8, 6:15, 7:15, 15:7); Южная Корея — Япония 3:2 (15:8, 15:9, 12:15, 9:15, 15:10).
Токио
30 ноября: США — Япония 3:0 (15:10, 15:5, 15:2); Чехословакия — СССР 3:1 (17:15, 15:9, 6:15, 15:6); Бразилия — Аргентина 3:1 (14:16, 15:8, 15:8, 15:12); Южная Корея — Египет 3:0 (15:4, 15:7, 15:11).
1 декабря: США — Чехословакия 3:0 (15:11, 15:5, 15:9); Аргентина — Южная Корея 3:1 (15:3, 10:15, 15:12, 15:10); Бразилия — Египет 3:0 (15:6, 15:8, 15:10); СССР — Япония 3:0 (15:7, 15:7, 15:5).

## Итоги

### Положение команд
| США            |
| СССР           |
| Чехословакия   |
| 4. Бразилия    |
| 5. Аргентина   |
| 6. Япония      |
| 7. Южная Корея |
| 8. Египет      |

### Призёры
США: Карч Кирай, Крэйг Бак, Дасти Дворак, Алдис Берзинс, Пэт Пауэрс, Стивен Сэлмонс, Дэйв Сондерс, Стивен Тиммонс, Джеффри Сторк, Дуглас Парти, Роберт Ствртлик. Главный тренер — Гари Сато.
  СССР: Вячеслав Зайцев, Александр Савин, Юрий Панченко, Владимир Шкурихин, Валерий Лосев, Александр Сороколет, Сергей Грибов, Олег Смугилёв, Альберт Дилленбург, Ярослав Антонов, Александр Иванов, Раймонд Вилде. Главный тренер — Вячеслав Платонов.
  Чехословакия: Павел Барборка, Пржемысл Блага, Зденек Калаб, Сирил Крейчи, Бронислав Микиска, Йозеф Новотны, Игор Преложны, Иван Струменски, Штефан Хртянски, Милан Черноушек, Ярослав Шмид, Гельмут Ямка. Главный тренер — Карел Лазничка.

### Индивидуальные призы
MVP:  Карч Кирай
Лучший нападающий:  Ренан Дал Зотто
Лучший блокирующий:  Штефан Хртянски
Лучший на подаче:  Ярослав Антонов
Лучший в защите:  Алдис Берзинс
Лучший связующий:  Дасти Дворак